# Уилмар (Арканзас)
Уилмар (англ. Wilmar, Arkansas) — город, расположенный в округе Дру (штат Арканзас, США) с населением в 571 человек по статистическим данным переписи 2000 года.

## География
По данным Бюро переписи населения США город Уилмар имеет общую площадь в 4,14 квадратных километров, водных ресурсов в черте населённого пункта не имеется.
Уилмар расположен на высоте 47 метров над уровнем моря.

## Демография
По данным переписи населения 2000 года в Уилмаре проживал 571 человек, 163 семьи, насчитывалось 238 домашних хозяйств и 273 жилых дома. Средняя плотность населения составляла около 139,3 человек на один квадратный километр. Расовый состав Уилмара по данным переписи распределился следующим образом: 27,50 % белых, 71,80 % — чёрных или афроамериканцев, 0,18 % — выходцев с тихоокеанских островов, 0,53 % — представителей смешанных рас.
Из 238 домашних хозяйств в 31,5 % — воспитывали детей в возрасте до 18 лет, 39,5 % представляли собой совместно проживающие супружеские пары, в 25,2 % семей женщины проживали без мужей, 31,5 % не имели семей. 29,0 % от общего числа семей на момент переписи жили самостоятельно, при этом 12,6 % составили одинокие пожилые люди в возрасте 65 лет и старше. Средний размер домашнего хозяйства составил 2,40 человек, а средний размер семьи — 2,93 человек.
Население города по возрастному диапазону по данным переписи 2000 года распределилось следующим образом: 27,1 % — жители младше 18 лет, 9,1 % — между 18 и 24 годами, 25,4 % — от 25 до 44 лет, 21,7 % — от 45 до 64 лет и 16,6 % — в возрасте 65 лет и старше. Средний возраст жителей составил 37 лет. На каждые 100 женщин в Уилмаре приходилось 89,7 мужчин, при этом на каждые сто женщин 18 лет и старше приходилось 80,1 мужчин также старше 18 лет.
Средний доход на одно домашнее хозяйство в городе составил 16 304 доллара США, а средний доход на одну семью — 23 854 доллара. При этом мужчины имели средний доход в 19 643 доллара США в год против 16 071 долларов среднегодового дохода у женщин. Доход на душу населения в городе составил 10 810 долларов в год. 24,8 % от всего числа семей в округе и 29,5 % от всей численности населения находилось на момент переписи населения за чертой бедности, при этом 39,4 % из них были моложе 18 лет и 40,6 % — в возрасте 65 лет и старше.